# 5783 Kumagaya
5783 Kumagaya (1991 CO) là một tiểu hành tinh vành đai chính được phát hiện ngày 5 tháng 2 năm 1991 bởi Hioki và Hayakawa ở Okutama.